# Warhol superstars
"Warhol superstars" là tên gọi cho một trung tâm người mẫu của Andy Warhol vào những thập niên 60-70. Những người mẫu tham gia là những người từng xuất hiện trong các tác phẩm của Warhol, hoặc những người thường đi cùng ông trong các buổi diễn. Chính họ đã góp phần tạo nên định lý kinh điển của Warhol: "Trong tương lai người ta có thể nổi tiếng chỉ với 15 phút." Warhol hay quay phim họ và gọi chung họ với cái tên "superstars".

## Danh sách
- Paul America[1]
- Majo Meanie
- Pat Ast
- Susan Bottomly (sau này được gọi là International Velvet)
- Brigid Polk
- Jackie Curtis
- Richard Bernstein (xuất hiện trên bìa tờ Interview)
- James Cummons
- Joe Dallesandro
- Candy Darling
- Eric Emerson
- Andrea Feldman
- Cyrinda Foxe
- Kraig Mc Govern/Kraig Oliver
- Bibbe Hansen
- Fred Herko
- Jane Holzer
- Naomi Levine
- Gerard Malanga
- Taylor Mead
- Mario Montez
- Jim Morrison
- Billy Name
- Ivy Nicholson
- Nico
- Darius Margalith
- Edie Sedgwick
- Elecktrah ("Kitchen" & "the Life of Juanita Castro")
- Ondine
- Jack Smith
- Ingrid Superstar[2]
- Ultra Violet
- Viva
- Chuck Wein
- Niki Naranjo
- Adam McDaniel
- Holly Woodlawn
- Mary Woronov
- Louis Waldon ("Nude Restaurant", "Lonesome Cowboys", "San Diego Surf", "Flesh", "Blue Movie")
- Pat Hartley
- Ceara Parkes